# Der Schrecken von Arizona
Der Schrecken von Arizona ist ein US-amerikanischer Western aus dem Jahr 1931 von Philip Rosen mit Ken Maynard in der Hauptrolle. Der Pre-Code-Film wurde von Tiffany Productions of California produziert.

## Handlung
Captain Porter ist der Anführer einer Bande von Viehdieben. Porter gibt vor, Vieh kaufen zu wollen. Seine Bande stiehlt das bereitgestellte Vieh und auch das bezahlte Geld. Das letzte Opfer macht sich an die Verfolgung der Diebe, doch der Arizoner wird angeschossen. 
Porter will nun seine Masche bei Joe Moore versuchen. Das Vieh soll am nächsten Morgen bereitstehen. Nachdem alles erledigt ist, unternimmt Joes Tochter Kay einen Ausritt und findet den verletzten Arizoner. Sie bringt ihn auf die Ranch und will dann die von Porter erhaltenen 6.000 Dollar zur Bank bringen. Porter sieht sie in der Stadt und befiehlt seinen Männern,  das Geld von der Ranch zu holen. Bei dem Raub der Geldkassette wird Moore erschossen. Der Arizoner, wieder zu sich gekommen, sieht die Bande flüchten. 
Kay und Porter erreichen die Ranch und sehen den Arizoner, der die Bande verfolgt. Porter platziert einen Zettel mit dem Text der Arizoner in der Hand des ermordeten Ranchers. Porters Plan geht auf, Kay halt den Arizoner für den Mörder ihres Vaters. Als der Arizoner zur Ranch zurückkehren will, eröffnet Porter das Feuer auf ihn und zwingt ihn damit, in die umliegenden Hügel zu fliehen. Dort begegnet er dem Banditen Emilio Vasquez, der ihn zu seinem Versteck bringt. Die beiden freunden sich an, auch wenn Emilios Freundin Lola versucht, den Arizoner zu umgarnen. 
Der Arizoner, der in Kay verliebt ist, will diese von seiner Unschuld überzeugen und sucht die Ranch auf. Er weicht der Bande aus und überrascht Kay, die vorgibt, ihm zu glauben. Doch sie nimmt seine Waffe und will ihn an Porter ausliefern. Der Arizoner kann erneut entkommen und zum Versteck reiten. Dort unternimmt Lola einen weiteren Flirtversuch, wird diesmal aber von Emilio geschlagen. Der Arizoner und Emilio hecken einen Plan zur Entlarvung Porters aus.
Emilio gibt sich Porter gegenüber als Pferdezüchter aus, der seine Pferde verkaufen will. Porter bezahlt den Preis und verlangt, dass die Pferde am Morgen abholbereit seien. Lola, wütend über Emilios Schläge, will den Sheriff zu Emilio führen. Der Arizoner und Emilio nehmen Porter und Kay gefangen. Porter wird in Emilios Kleidung gesteckt. Die ankommende Bande hält Porter für Emilio und erschießt ihn, womit der Arizoner Kay seine Unschuld beweisen kann. Bei dem folgenden Kampf wird Emilio getötet. Lola kommt mit dem Sheriff an und trauert über den Tod ihres Freundes. Kay überzeugt den Sheriff von Porters Schuld. Kay und der Arizoner sind nun beide einsam, sie ohne ihren Vater, er ohne seinen Freund. Kay bietet ihm einen Job auf der Ranch an. Der Arizoner nimmt das Angebot an.

## Hintergrund
Gedreht wurde der Film in den Vasquez Rocks.
Der Sheriff wurde, im Abspann unerwähnt, von Fred Burns gespielt.

## Synchronisation
Die deutsche Synchronfassung entstand 1952 im Auftrag der Ala-Film GmbH in München unter der Dialogregie von Conrad von Molo. Heinz Engelmann synchronisierte dabei Hauptdarsteller Ken Maynard.

## Veröffentlichung
Die Premiere des Films fand am 13. September 1931 statt. In der Bundesrepublik Deutschland kam er am 8. Februar 1952 in die Kinos.

## Kritiken
Das Lexikon des internationalen Films schrieb: „Ken Maynard-Western mit wüst zusammengesponnenen Schurkenstreichen.“
Das Filmjournal Harrison's Reports lobte den Film als ordentlichen Western mit guten Reitdarstellungen, reich an Kämpfen und mit rasanter Action.